# Gynoplistia flavohalterata
Gynoplistia flavohalterata är en tvåvingeart som beskrevs av Alexander 1926. Gynoplistia flavohalterata ingår i släktet Gynoplistia och familjen småharkrankar. Inga underarter finns listade i Catalogue of Life.